# Iglesia del Primer Monasterio de la Visitación de Santa María
La Iglesia del Primer Monasterio de la Visitación de Santa María o también conocida como la Iglesia de la Visitación de María es un templo de culto católico ubicado en la comuna chilena de Santiago Centro, en la histórica calle Huérfanos a la altura del Barrio Brasil.

## Historia
El 9 de marzo de 1877 fue fundado en Santiago el Monasterio de las Monjas Visitadinas, con la llegada al país de la madre María Manuela Vial Guzmán desde el monasterio de la orden religiosa en Montevideo, Uruguay, del cual fue también su primera Hermana Superiora. Posteriormente se construyó el actual templo del convento, el cual fue dedicado el 8 de diciembre de 1930 al Sagrado Corazón de Jesús y contó con la bendición del Arzobispo de Santiago, Rafael Edwards Salas. 
En noviembre de cada año en la iglesia se celebra la Solemnidad de Jesucristo, Rey del Universo, además de la consagración de Chile al Sagrado Corazón de Jesús y al Inmaculado Corazón de María.
En febrero de 2006, la iglesia recibió el relicario de Santa Margarita María Alacoque por dos semanas.
Producto del terremoto de 2010, la iglesia resultó con algunos daños estructurales que pudieron ser reparados gracias a aportes voluntarios de particulares católicos, quienes reunieron alrededor de 200 millones de pesos chilenos para dichas obras, siendo completamente restaurada en 2012.